# شهرستان شمپولنو
شهرستان شمپولنو (به لهستانی: Sępólno County) یک شهرستان در لهستان است که در استان کویافسکو-پومورسکی واقع شده‌است.

## خصوصیات
شهرستان شمپولنو ۷۹۰٫۸۶ کیلومترمربع مساحت و ۴۰٬۸۸۰ نفر جمعیت دارد.